# چاوداگرام
چاوداگرام (به لاتین: Chauddagram) یک منطقهٔ مسکونی در بنگلادش است که در ناحیه کومیلا واقع شده‌است. چاوداگرام ۲۷۱٫۷۳ کیلومتر مربع مساحت و ۴٬۴۳٬۶۴۸ نفر جمعیت دارد.